# Widjabal
Widjabal.- pleme australskih Aboridžina s gornjeg toka Richmonda u državi New South Wales. Pleme je nastanjeno u područjima sjeverno od Kyogle i na istok do Dunona. Teritorij im se prostire se na 600 četvornih milja (1,600 četvornih kilometara ) i pripada kišnoj šumi. Poznati su i pod imenima Noowidal, Nowgyjul, Waibra, Ettrick, Watchee. Horda poznata kao Watji možda pripada njima a ne Badjalangima.

## Vanjske poveznice
SCU project brings river back to life  Arhivirana inačica izvorne stranice od 9. ožujka 2005. (Wayback Machine)